# Distrikt Guadalupito
Der Distrikt Guadalupito liegt in der Provinz Virú in der Region La Libertad in Nordwest-Peru. Er besitzt eine Fläche von 404,72 km². Beim Zensus 2017 wurden 7075 Einwohner gezählt. 10 Jahre zuvor lag die Einwohnerzahl bei 6232. Mit der Gründung der Provinz Virú am 4. Januar 1995 wurde der neu gegründete Distrikt Guadalupito aus dem bestehenden Distrikt Virú herausgelöst. Verwaltungssitz ist die nahe der Mündung des Río Santa 23 m hoch gelegene Kleinstadt Guadalupito mit 1950 Einwohnern (Stand 2017).

## Geographische Lage
Der Distrikt Guadalupito liegt im Südwesten der Provinz Virú. Er erstreckt sich von der Pazifikküste über die aride Küstenebene Perus bis zu den ersten Ausläufern der peruanischen Westkordillere. Der Distrikt hat eine etwa 36 km lange Küstenlinie und reicht bis zu 19 km ins Landesinnere. Lediglich entlang des Río Santa wird bewässerte Landwirtschaft betrieben. Ansonsten herrscht Wüstenvegetation. Die Nationalstraße 1N (Panamericana) von Chimbote nach Trujillo durchquert den Distrikt. Im Norden grenzt der Distrikt an den Distrikt Chao, im Osten und Südosten an den Distrikt Chimbote (Provinz Santa) sowie im Süden an den Distrikt Santa (ebenfalls Provinz Santa).